# Actinodaphne obtusa
Actinodaphne obtusa är en lagerväxtart som beskrevs av Teschn.. Actinodaphne obtusa ingår i släktet Actinodaphne och familjen lagerväxter. Inga underarter finns listade i Catalogue of Life.